# Liga Sindicalista Noruega

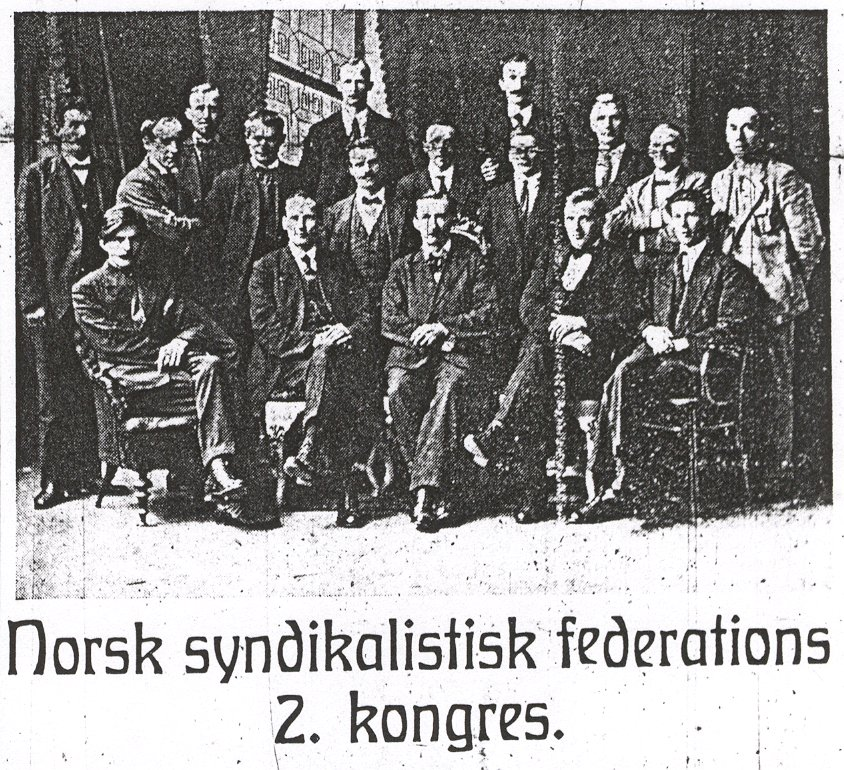
Foto de grupo del 2.º Congreso de la Norsk Syndikalistisk Forbund en 1918.

La Liga Sindicalista Noruega (en noruego: Norsk Syndikalistisk Forbund) o NSF, es un grupo anarcosindicalista en Noruega. Es la sección noruega de la Asociación Internacional de los Trabajadores (AIT), y fue asignado por mandato como secretariado de la Internacional hasta 2007, cuando la sección serbia Anarho-Sindikalisticka Inicijativa (ASI-MUR) asumió el control.

## Historia
El NSF fue establecida originalmente en 1916, y se ensambló a la AIT el año después de que ésta fuera fundada, en 1923. Contó originalmente con millares de miembros, pero esta membresía fue disminuyendo. El NSF no podía funcionar abiertamente mientras los nazis ocupaban Noruega, pero continuó su existencia de forma clandestina. Ha estado presente en todos los congresos de la posguerra de AIT y mantiene una defensa firme de ésta en la actualidad.

## Actividades recientes
Los miembros del NSF son activos en solidaridad internacional, por ejemplo para la huelga reciente de la CNT española en los supermercados de Mercadona, y en trabajar en promocionar los métodos de organización anarcosindicalista entre los trabajadores de Noruega. Se puede entrar en contacto con la NFS en la dirección siguiente: Boks 1977, Vika, 0121 Oslo, Noruega.